# 遮山镇
遮山镇，是中华人民共和国河南省南阳市镇平县下辖的一个乡镇级行政单位。

## 行政区划
遮山镇下辖以下地区：
夏庄村、罗庄村、马营村、小苏庄村、朱岗村、中其营村、张湾村、铁匠庄村、孔营村、倒座堂村、韩沟村、陈沟村、白沟村、陈善岗村、王沟村、东魏营村和东杨庄村。